# كريس ويلسون (موسيقي)
كريس ويلسون (بالإنجليزية: Chris Wilson) هو موسيقي وأستاذ مدرسة وكاتب أغاني أسترالي، ولد في 1956 في ملبورن في أستراليا، وتوفي بنفس المكان في 16 يناير 2019.

## وصلات خارجية
- الموقع الرسمي
- كريس ويلسون على موقع IMDb (الإنجليزية)
- كريس ويلسون على موقع ميوزك برينز (الإنجليزية)
- كريس ويلسون على موقع ديسكوغز (الإنجليزية)